# 厄帕克利普斯峰
77°23′S 160°51′E / 77.383°S 160.850°E
厄帕克利普斯峰是南極洲的山峰，位於維多利亞地，處於維萊特山脈以東，海拔高度2,360米，由威靈頓維多利亞大學的探險隊命名，現時由南極條約體系管理。